# Clément Akpa
Clément Akpa, né le 24 novembre 2001 à Meudon, est un footballeur international ivoirien, qui joue au poste d'arrière gauche ou de défenseur central à l'AJ Auxerre,.

## Biographie

### Parcours junior
Clément Akpa est un produit des académies de jeunes de l'US Vandoeuvre, du Montrouge FC et du FC Metz. Il commence sa carrière senior avec l'équipe réserve du FC Metz en 2019. Le 31 mai 2021, il rejoint la réserve de l'AJ Auxerre. 

### Débuts en professionnel

#### Parcours en club
Le 3 juin 2022, il signe son premier contrat professionnel avec Auxerre pour 2 saisons. Le 6 juillet 2022, il est prêté à l'US Orléans pour une saison complète en National . Le 11 juin 2023, il prolonge son contrat avec  l'AJ Auxerre jusqu'en 2026 et est promu en équipe première pour la saison 2022-23 de Ligue 2. Le 15 novembre 2024, l'AJ Auxerre annonce le renouvellement de son contrat jusqu'en juin 2027,.

#### Parcours en sélection
Clément Akpa sera sélectionné pour son premier match international avec l'équipe de Côte d'Ivoire U23 au mois de mars 2024. Le défenseur sera titulaire lors de la défaite 3-2 contre l'équipe de France U23 en match amical,.

### Anecdote - Extorsion pour une montre
En avril 2024, Clément Akpa est victime d'un guet-apens à Paris. Alors qu'il cherchait à vendre une montre Rolex d'une valeur estimée à 10 000 euros, contacté via les réseaux sociaux, il a été pris à partie dans un immeuble du XIVe arrondissement par un groupe de jeunes hommes. Sous la menace, il a dû leur céder sa montre, avant de déposer plainte. Après plusieurs mois d'enquête mobilisant vidéosurveillance et téléphonie, quatre suspects âgés d'une vingtaine d'années ont été arrêtés et mis en examen en octobre 2024 pour extorsion en bande organisée. Malgré les perquisitions, la montre n’a pas été retrouvée, probablement revendue rapidement,.

## Palmarès
AJ Auxerre
- Champion de France de Ligue 2 : 2023-24[14],[15].